# Pseudomystus myersi
Pseudomystus myersi är en fiskart som först beskrevs av Roberts, 1989.  Pseudomystus myersi ingår i släktet Pseudomystus och familjen Bagridae. IUCN kategoriserar arten globalt som sårbar. Inga underarter finns listade i Catalogue of Life.